# Granfransvingeslända
Granfransvingeslända (Valenzuela burmeisteri) är en insektsart som först beskrevs av Brauer 1876.  Granfransvingeslända ingår i släktet Valenzuela och familjen fransvingestövsländor. Arten är reproducerande i Sverige. Inga underarter finns listade i Catalogue of Life.

## Bildgalleri

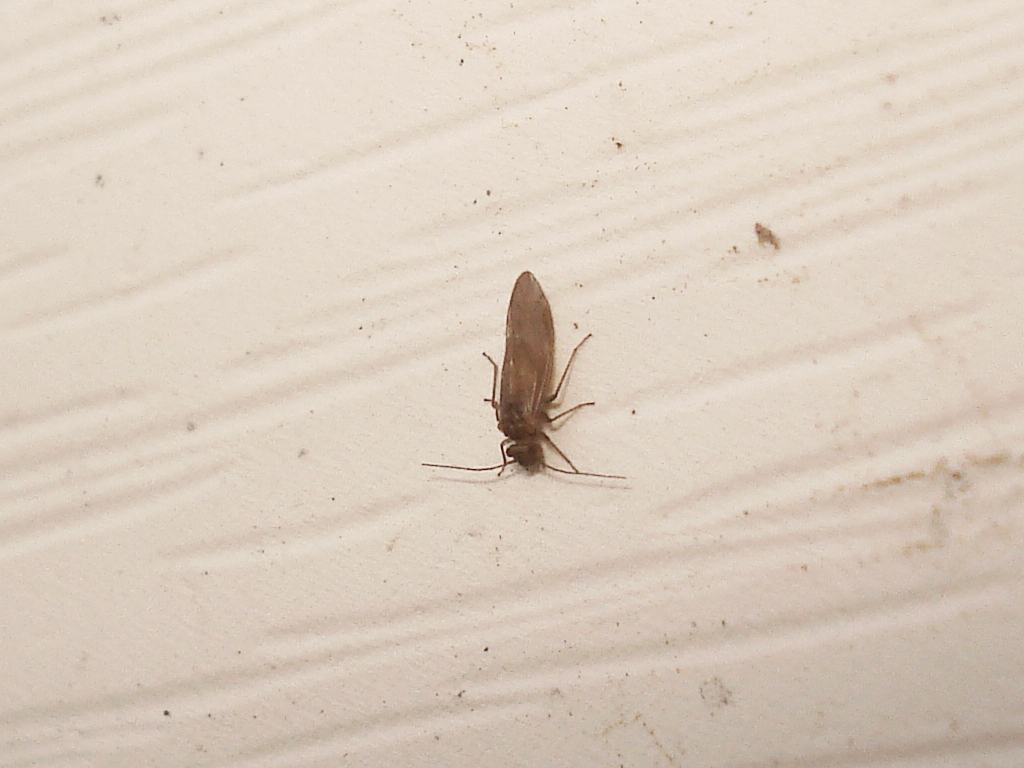